# Transalpina
Transalpina (DN 67C) este un drum național din Munții Parâng, în Carpații Meridionali. Este cea mai înaltă șosea din România, având punctul cel mai înalt în Pasul Urdele (la 2.145 m). Drumul face legătura între orașele Novaci din județul Gorj și Sebeș din județul Alba. Fiind un drum montan, este închis pe perioada iernii.
Transalpina străbate patru județe – Gorj, Vâlcea, Sibiu, Alba – traversând Munții Parâng de la sud la nord, altitudinea cea mai mare având-o pe o porțiune de aproximativ 20 de km, în județele Gorj și Vâlcea, unde se prezintă ca o "șosea de creastă", trecând la mică depărtare de vârfurile Dengheru (2.084 m), Păpușa (2.136 m), Urdele (2.228 m), Iezer (2.157 m) și Muntinu (2.062 m). 

## Istoric
Începuturile acestui drum sunt neclare. Unele surse susțin că a fost construit prima dată de legiunile romane în timpul războaielor cu dacii, motiv pentru care pe hărțile de istorie este trecut sub denumirea de „coridorul IV strategic roman”.
Există și o legendă locală care spune că, la sfârșitul secolului XVIII și la începutul secolului XIX, fiecare familie a participat la construirea unei porțiuni din acest drum, în funcție de posibilitățile fizice și financiare ale sale.
Potrivit altor surse, șoseaua a fost refăcută și pietruită de germani în timpul Primului Război Mondial, din rațiuni militare, însă a fost foarte puțin folosită.
Cert este că acest traseu, cunoscut ca "Poteca Dracului", a fost inițial o potecă de munte, folosită de către păstorii din Mărginimea Sibiului pentru a traversa munții cu turmele de oi în Țara Românească.
În lucrarea sa Istoria Olteniei supt austriaci (1718-1739), istoricul Constantin C. Giurescu arată că încă din anul 1731 autoritățile austriece propuneau construirea unui drum transcarpatic pe traseul vechiului drum de transhumanță ce lega Transilvania de Oltenia.
Având în vedere învățămintele din Primul Război Mondial, regele Carol al II-lea a dorit să aibă la dispoziție un drum strategic, pentru artileria montană, trasă de cai, care să poată fi parcurs de trupele care se mișcau între Valahia și Transilvania. Pentru stabilirea traseului drumului, primul-ministru Gheorghe Tătărăscu a plecat pe munte de la Novaci la Lotru, însotit de 20 de călăreți din Novaci, conduși de învățătorul Ion D. Giurgiulan. În urma acestei acțiuni, Gheorghe Tătărăscu a inaugurat lucrările de construcție a drumului pe platoul Novaciului.
Lucrările de refacere decise de rege au avut loc în perioada 1934-1939. La inaugurarea drumului, în anul 1939, a participat și regele Carol al II-lea, însoțit de viitorul rege Mihai I, precum și primul-ministru Gheorghe Tătărescu și soția sa Arethia. Aceștia au parcurs întregul traseu al drumului la bordul unei mașini de teren, la volan aflându-se chiar regele Carol al II-lea. După inaugurare, drumul a fost cunoscut sub denumirea de Drumul Regal sau Drumul Regelui, care a înlocuit denumirea populară de Poteca Dracului..
Drumul a mai fost reabilitat în timpul celui de-al Doilea Război Mondial, când germanii aveau nevoie de această cale de acces din motive militare. De atunci a fost foarte puțin întreținut.
După revoluția din decembrie 1989 drumul nu a mai fost întreținut, o parte a zidurilor de sprijin au fost stricate, piatra fiind furată și utilizată la realizarea fundațiilor unor vile construite la Rânca.

## Lucrările de modernizare
În 2008, în ultimele luni de mandat ale ministrului de atunci al Transporturilor, Ludovic Orban, Compania Națională de Autostrăzi și Drumuri Naționale din România (CNADNR) a decis să scoată la licitație reabilitarea DN 67C. Lucrările au început efectiv în 2009, investiția licitată ridicându-se la 1,3 miliarde de lei.

Pe Transalpina, pentru a scăpa de blocajele de circulație din oraș

La începerea lucrărilor de modernizare, în 2009, drumul dinspre Novaci era asfaltat numai până la Rânca (1.600 m), iar cel dinspre Sebeș numai până la Lacul Oașa. Șoseaua a fost dată parțial în circulație în 2010. Lucrările au încetat în 2013, o dată cu declararea insolvenței firmei Romstrade, antreprenorul contractat de CNADNR.
Astfel, traseul tronsonului de gol alpin (Rânca-Obârșia Lotrului), care trece prin Pasul Urdele și Pasul Muntinu, a fost în întregime rectificat, lărgit și s-a așternut stratul de binder (lipsesc straturile de asfalt de uzură), dar nu s-au finalizat lucrările la rigolele de preluare a apelor de pe versanți și la instalarea elementelor de siguranță (parapete, elemente reflectorizante, marcaj rutier orizontal și vertical). Tronsonul Obârșia Lotrului-Barajul Oașa a fost refăcut parțial - pe o porțiune de cca. 4 km există doar terasament, alternând cu straturi de binder și, totodată, cu straturi de asfalt; drumul este brăzdat transversal de zeci de șanțuri de colectare a apelor pluviale, care necesită încetinirea până la 5-10 km/h; lipsesc și aici în totalitate elementele de siguranță. Viaductele de pe malul estic al Lacului Oașa sunt accesibile pe o singură bandă. Pe tronsonul Baraj Oașa-Dobra, porțiunile de binder alternează cu cele de asfalt de uzură, iar elementele de siguranță sunt prezente sporadic. 
Oficial, drumul este considerat șantier în lucru, și nu beneficiază de deszăpezire decât pe tronsoanele Novaci-Rânca, respectiv Dobra-Baraj Oașa. În timpul iernii, la Obârșia Lotrului se poate ajunge doar pe DN7A Brezoi-Voineasa-Vidra (singurul tronson care este deszăpezit de CNADNR). În prezent, situația finalizării drumului este incertă, lipsind atât fondurile necesare finalizării lucrărilor, cât și avizele de mediu obligatorii pentru o șosea ce tranzitează un sit Natura 2000.
Începând cu data de 15 august 2015 ora 7, Transalpina (DN67C) a fost deschisă oficial circulației rutiere și pe porțiunea dintre Rânca și Obârșia Lotrului, regimul juridic al drumului continuând să fie „Drum în lucru”, pe care se circulă, doar pe timp de zi, în regim de șantier.
Compania Națională de Autostrăzi și Drumuri Naționale din România anunță că de sâmbătă, 11 iunie 2016, s-a redeschis circulația rutieră pe DN 67C, pe sectorul de drum cuprins între km 34+500 – km 59+800, adică Transalpina. Accesul pe acest tronson este permis doar intre orele 7-20, iar viteza maximă permisă este de doar 30 km/ora.

### Scandal de mediu
Agenția Națională pentru Protecția Mediului (ANPM) a confirmat că lucrările la șoseaua Transalpina s-au derulat până în prezent în lipsa unui acord de mediu din partea ANPM. Deși a fost solicitat un acord de mediu, solicitarea a fost respinsă, întrucât la acea dată lucrările au fost efectuate în proporție de peste 80% și avizul nu mai poate fi emis, deoarece ar fi încălcate prevederile Directivei Consiliului Uniunii Europene nr. 85/337/CEE. Respingerea cererii privind eliberarea retroactivă a acordului de mediu în octombrie 2011 a fost motivată de Agenția Națională pentru Protecția Mediului prin faptul că avizul ar fi trebuit obținut înainte de începerea lucrărilor de modernizare a șoselei, demarate în anul 2008, din cauză că șoseaua Transalpina traversează cinci arii protejate. Pentru obținerea acestui acord trebuia efectuat anterior studiul de impact asupra mediului.

## Competiții sportive

### Automobilism
În fiecare an în luna septembrie pe o porțiune de serpentine a DN67c între Novaci și Rânca se desfășoară Campionatul Național de Viteză în Coastă, etapa Rânca.

### Ciclism
Etapa de vineri, 8 iunie 2012, a Turului Ciclist al României 2012, Ediția a 49-a, s-a încheiat pe Transalpina, cu o cățărare la ieșirea din Rânca, sosirea fiind programată la 2.094 m.

## Galerie de imagini

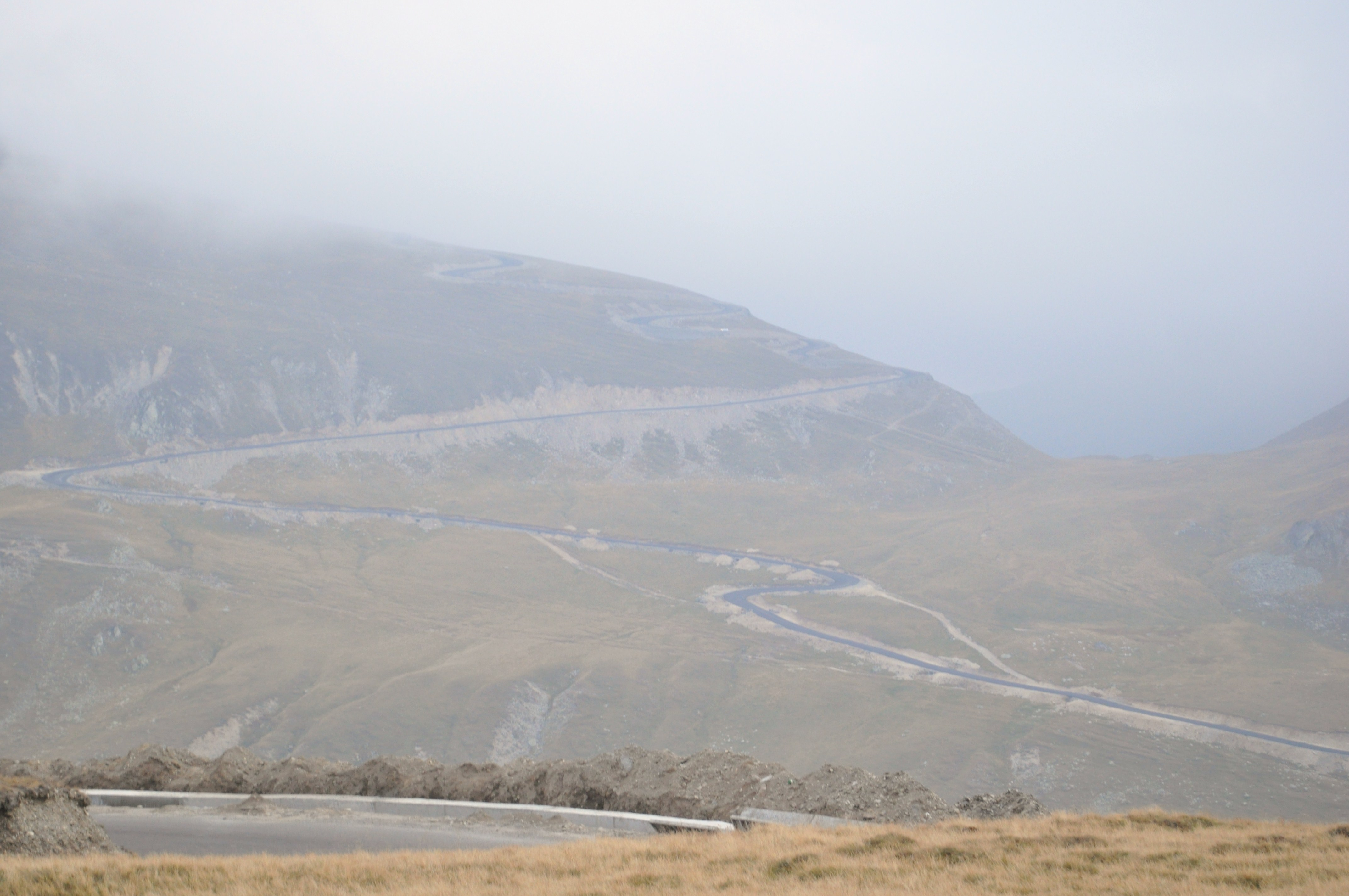
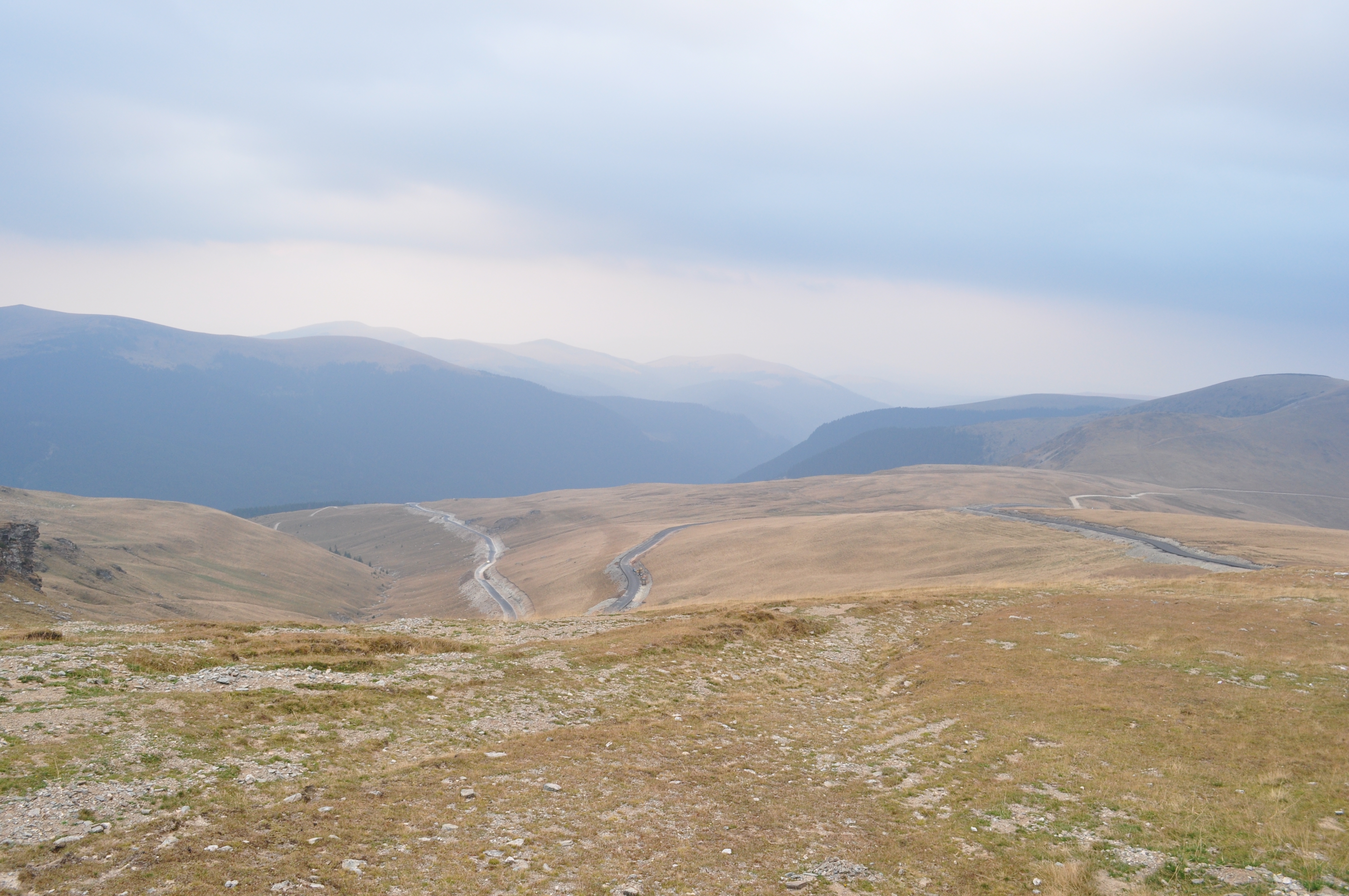
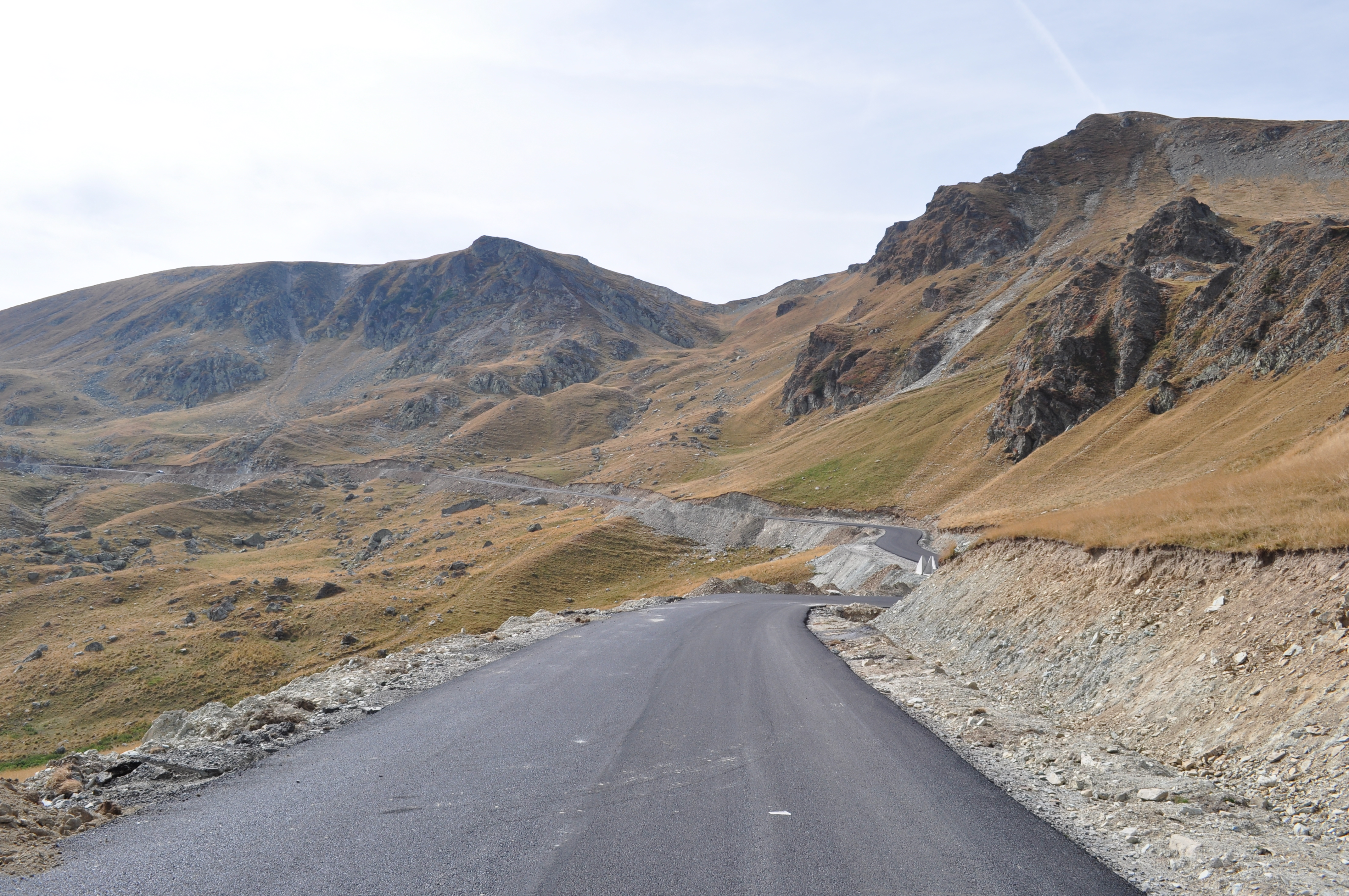
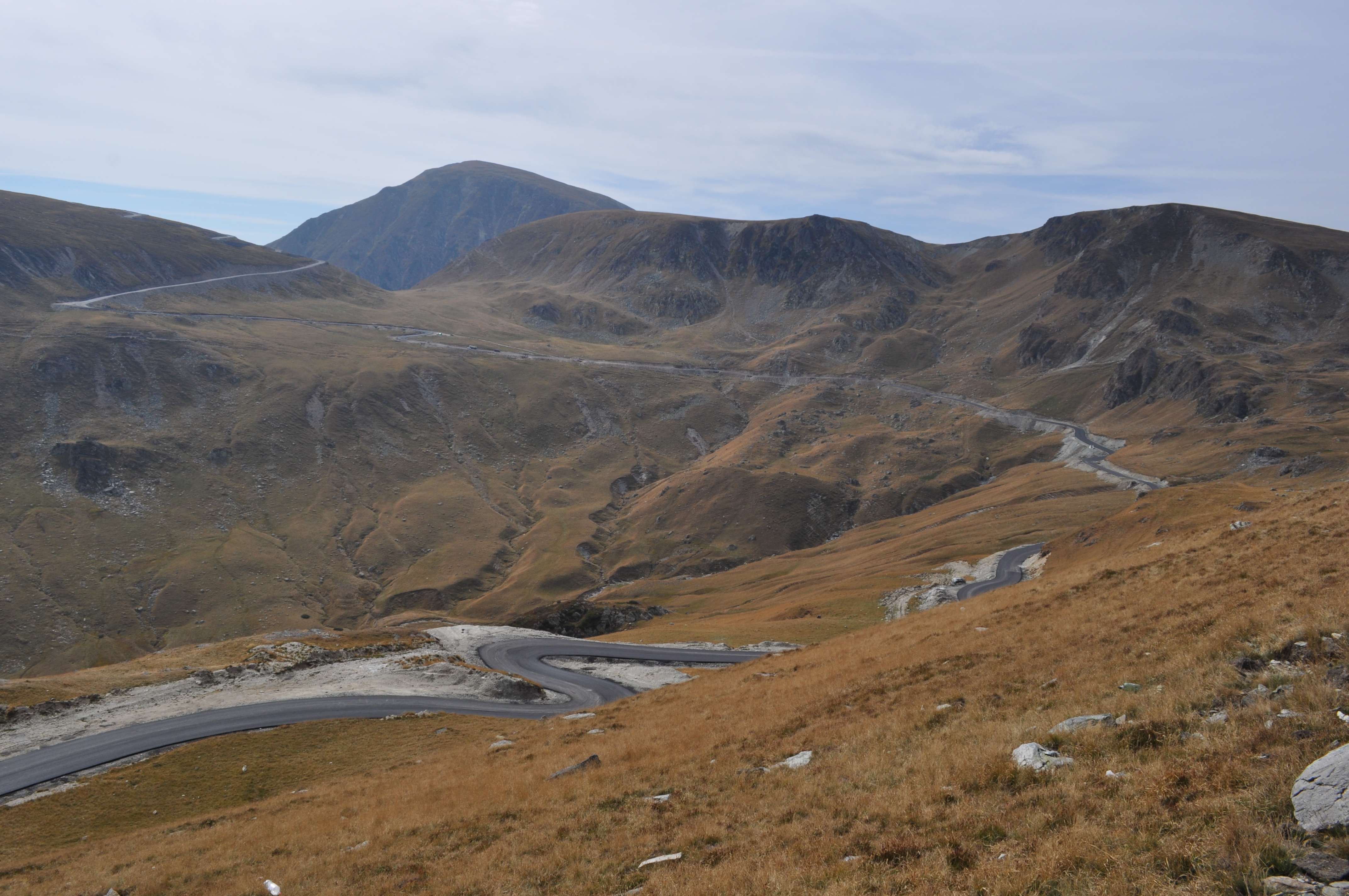
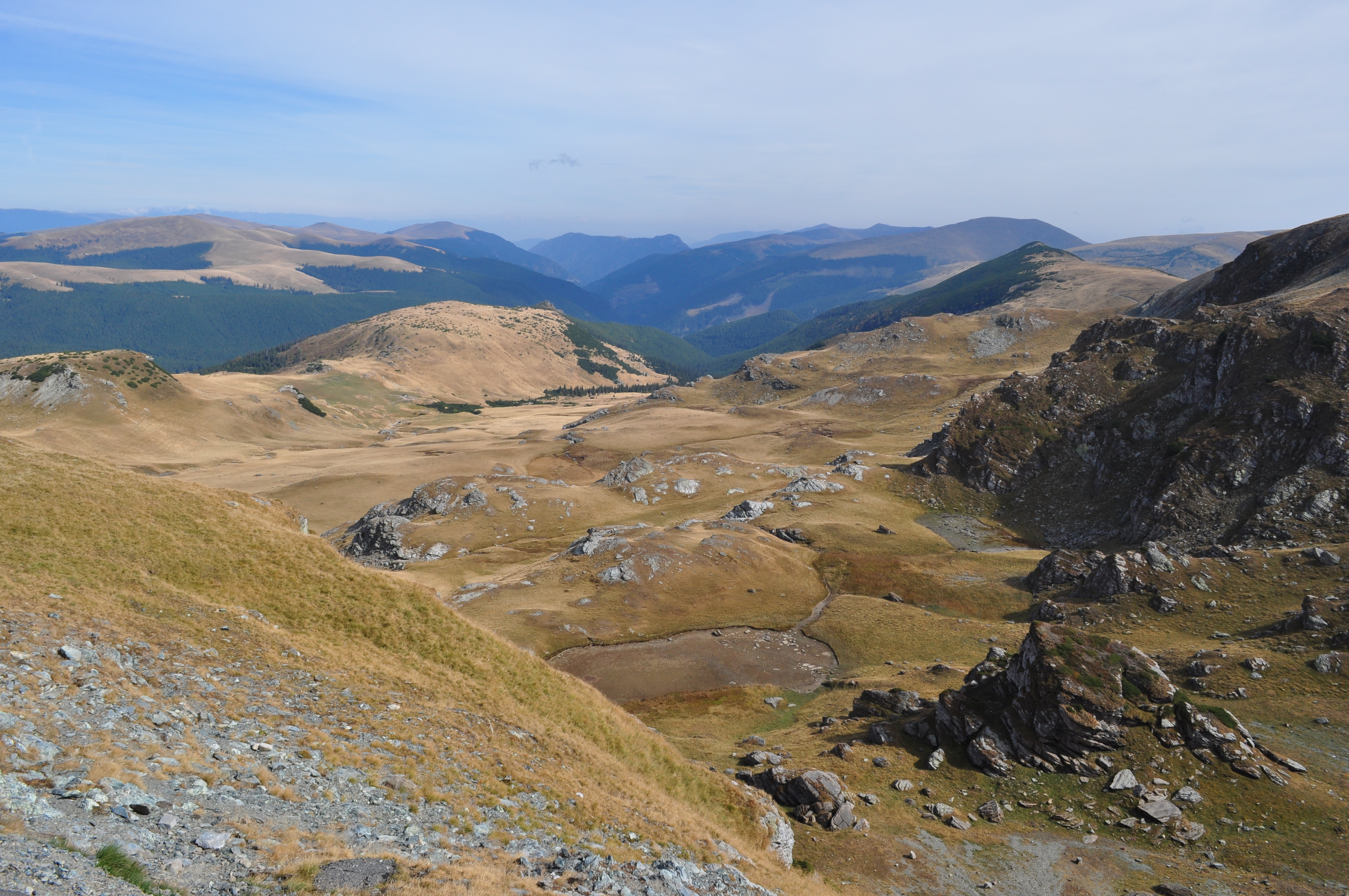
Munții Parâng văzuți de pe Transalpina
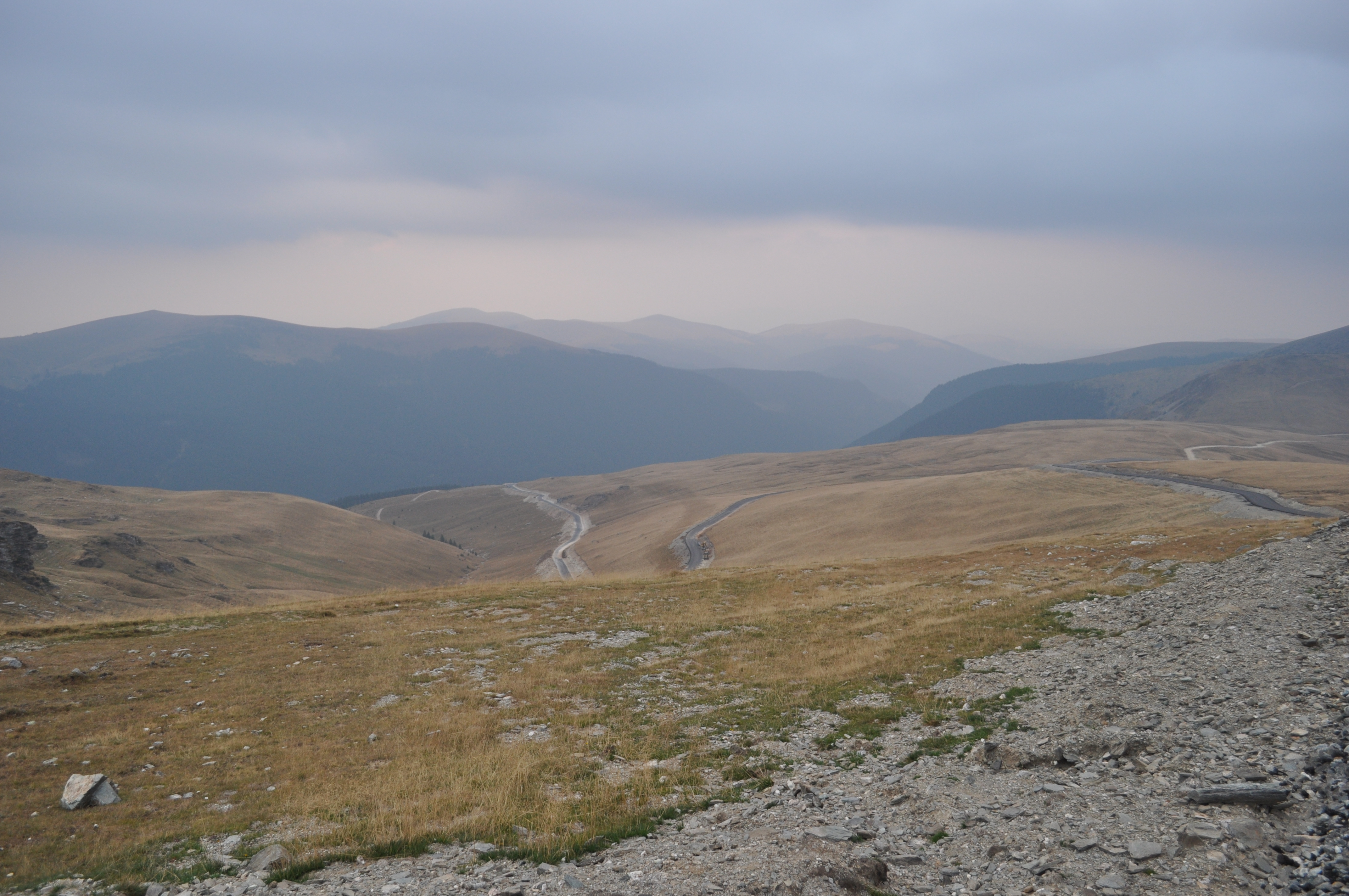
Munții Parâng văzuți de pe Transalpina
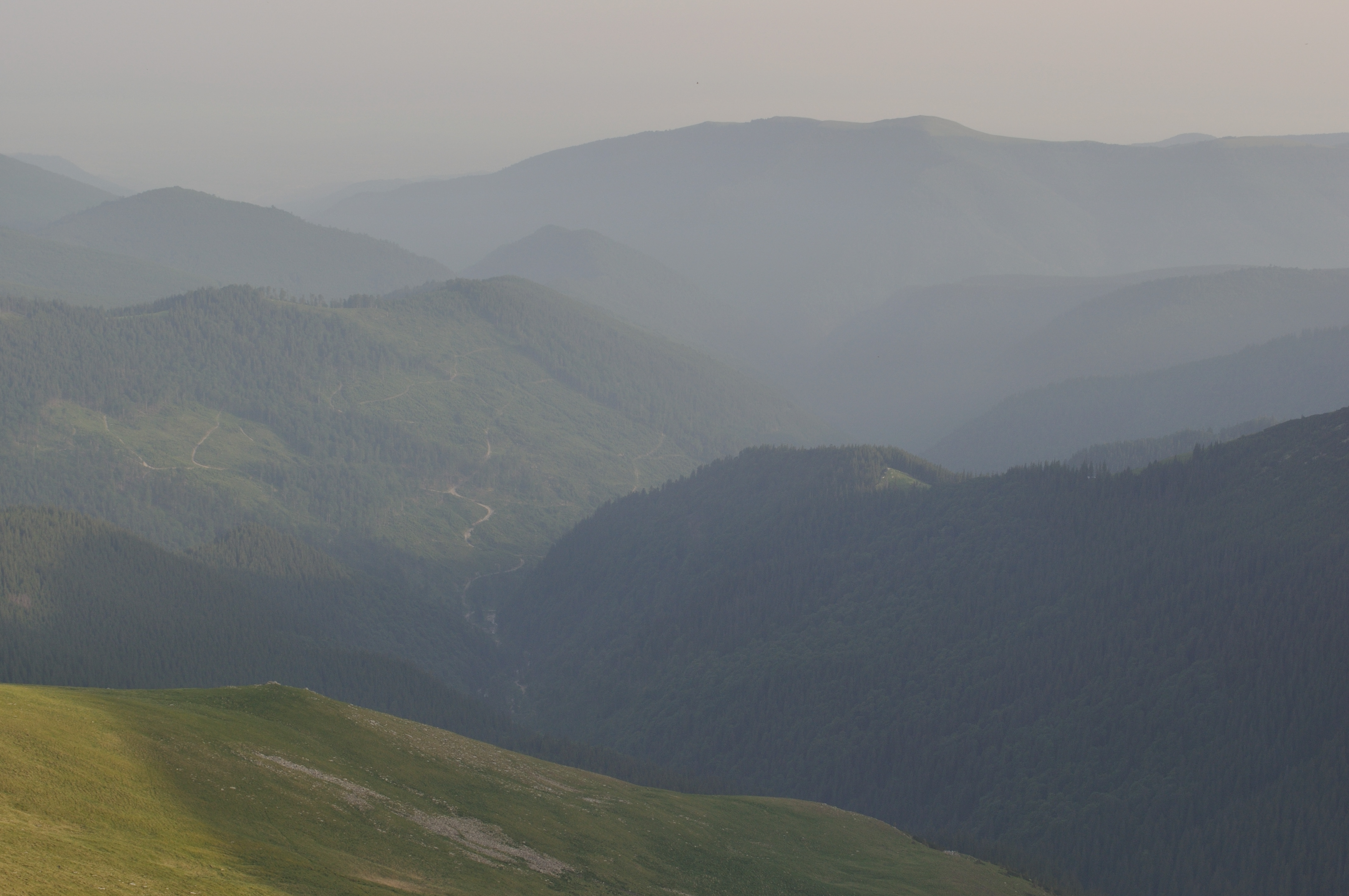
Munții Parâng văzuți de pe Transalpina
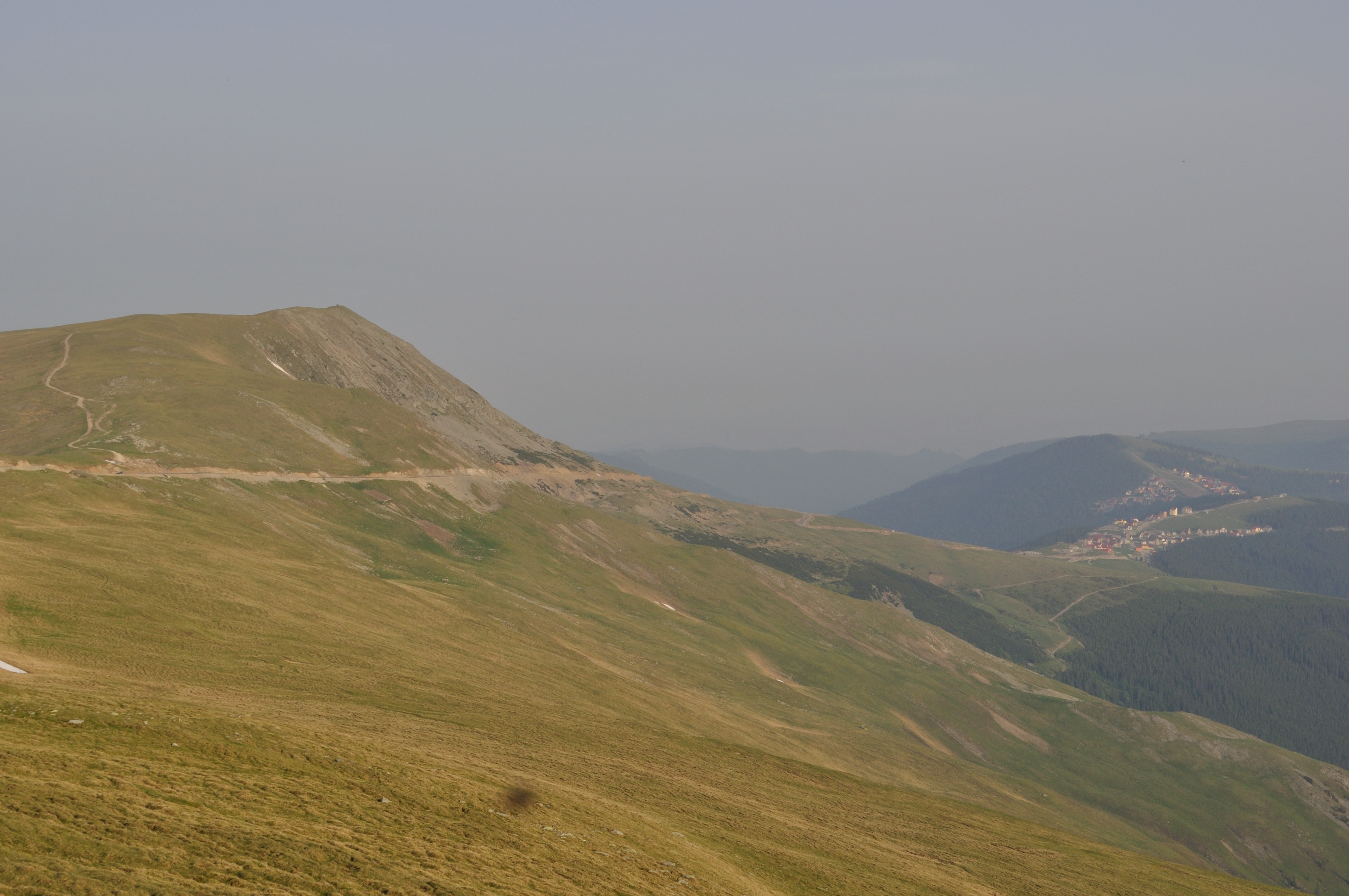
Munții Parâng văzuți de pe Transalpina
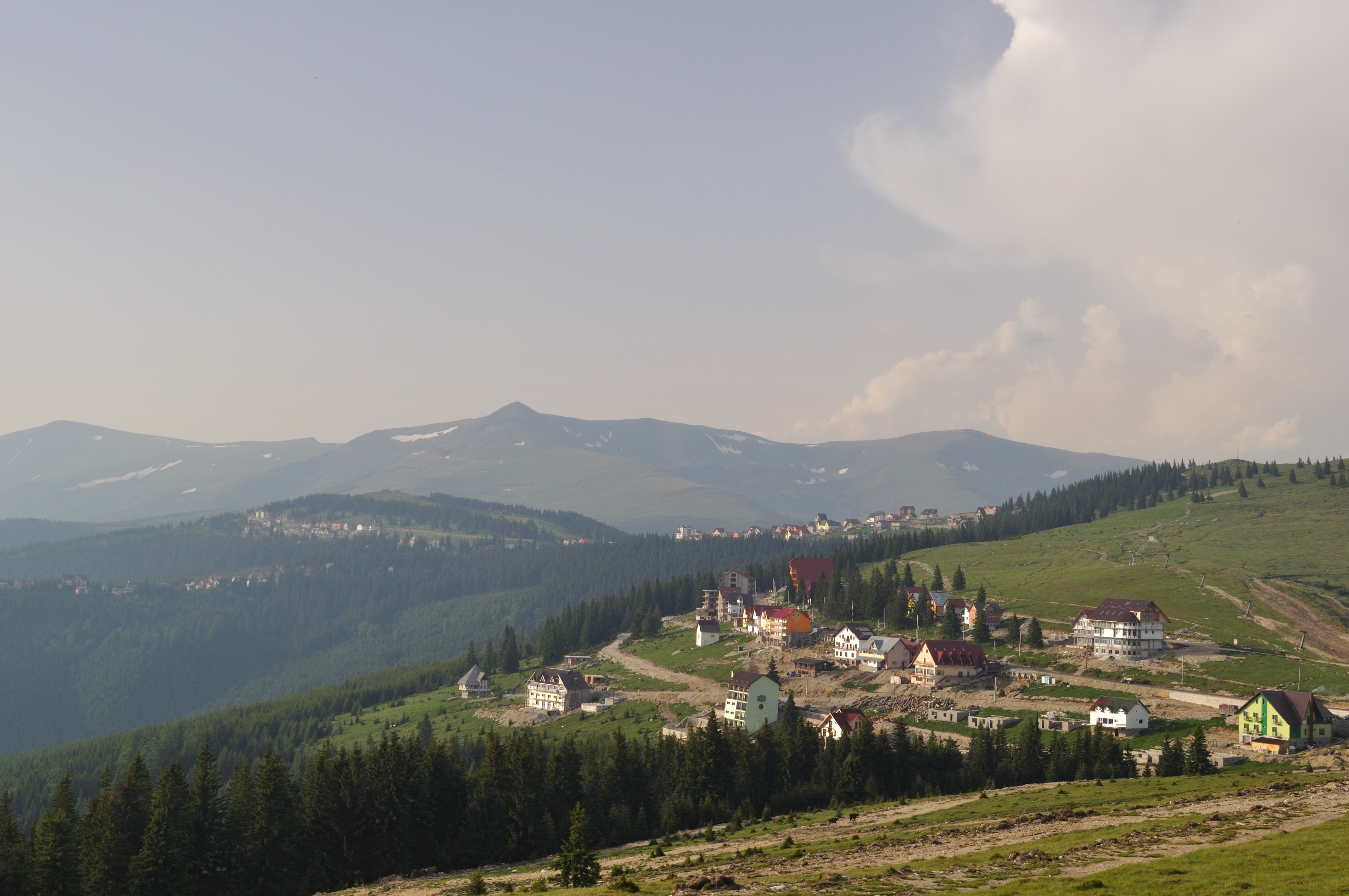
Stațiunea Rânca și Transalpina
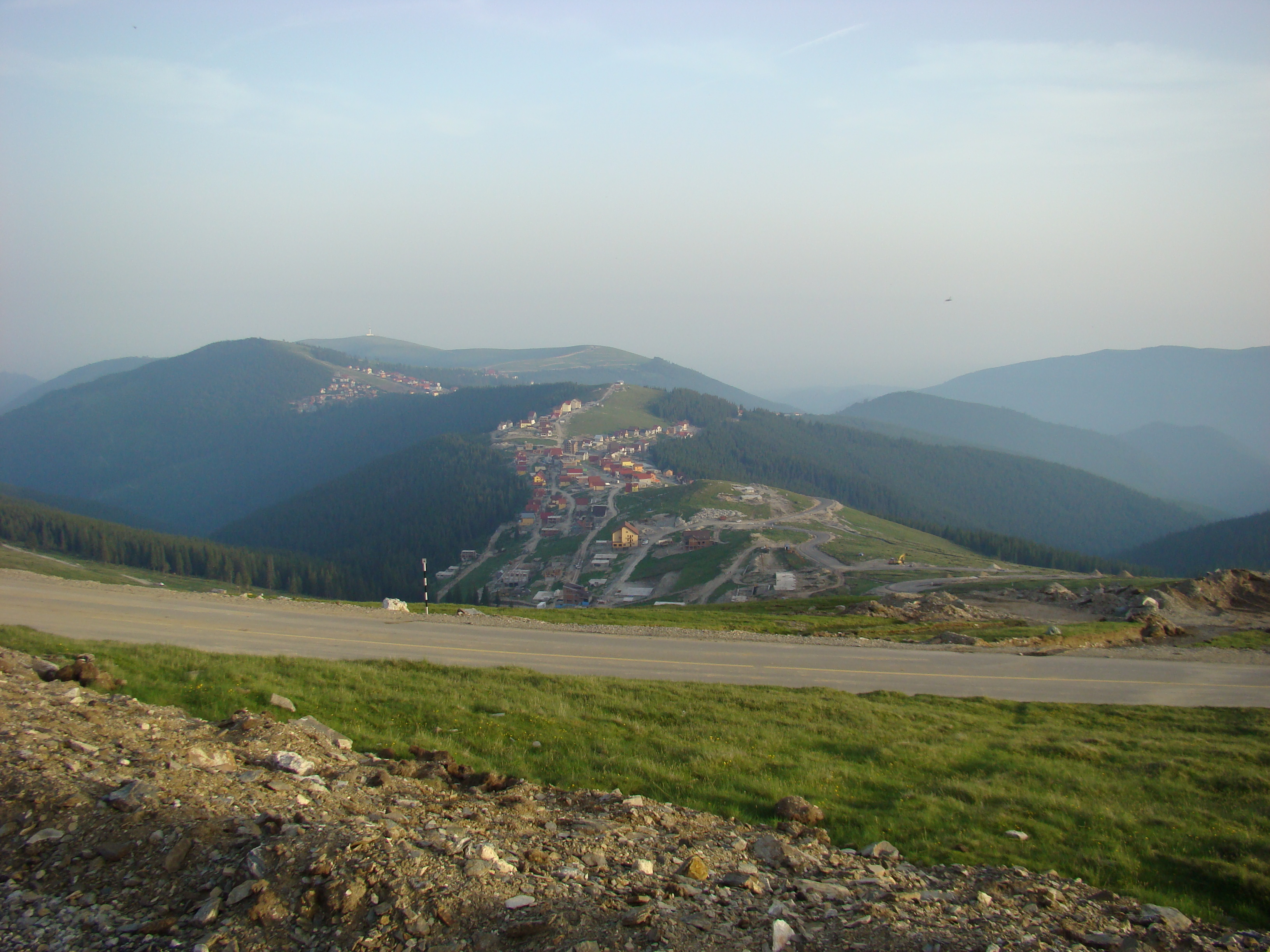
Stațiunea Rânca și Transalpina
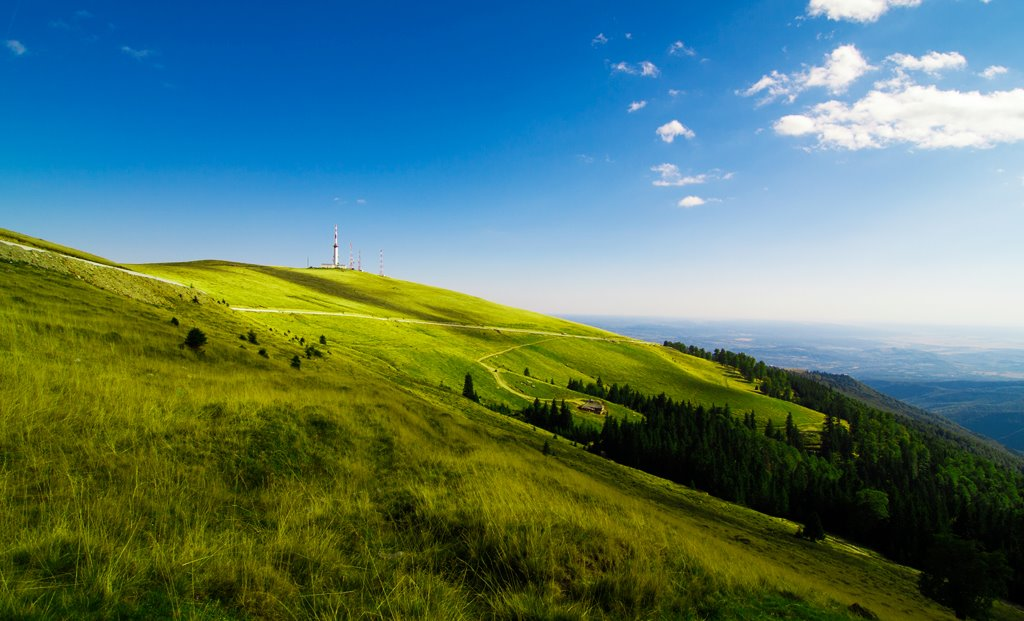
Releul din Stațiunea Rânca (văzut de pe Transalpina)
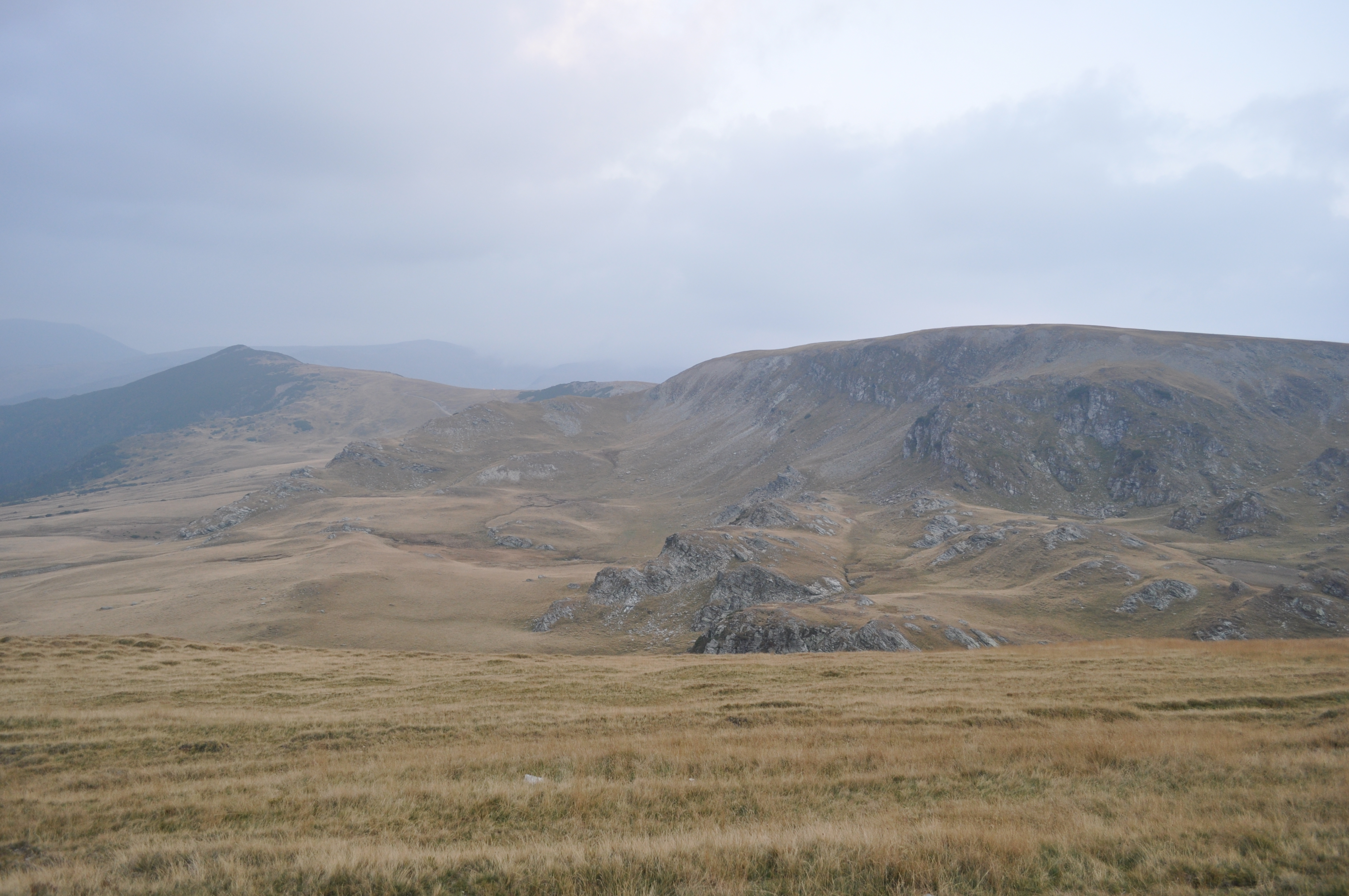
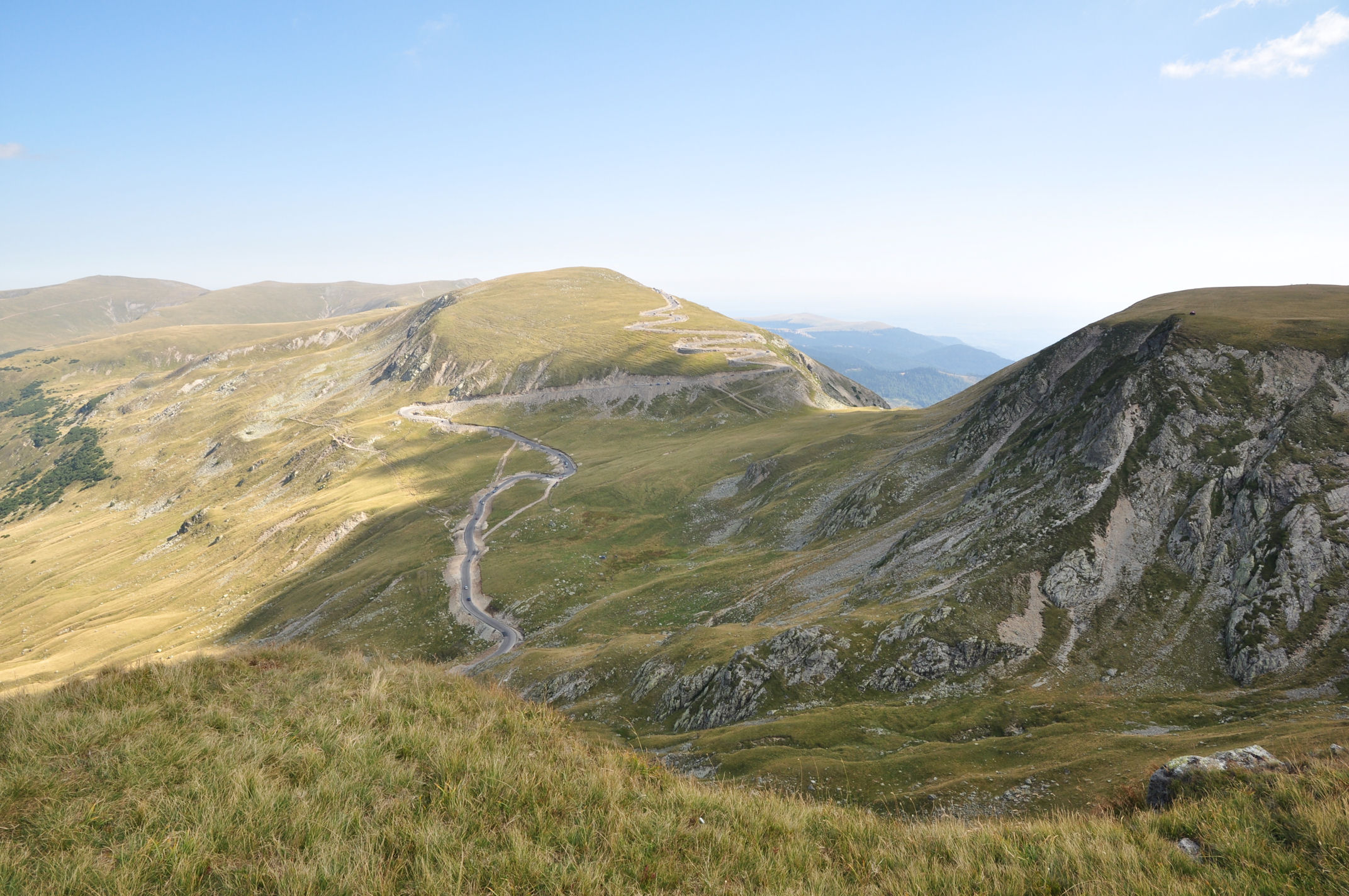
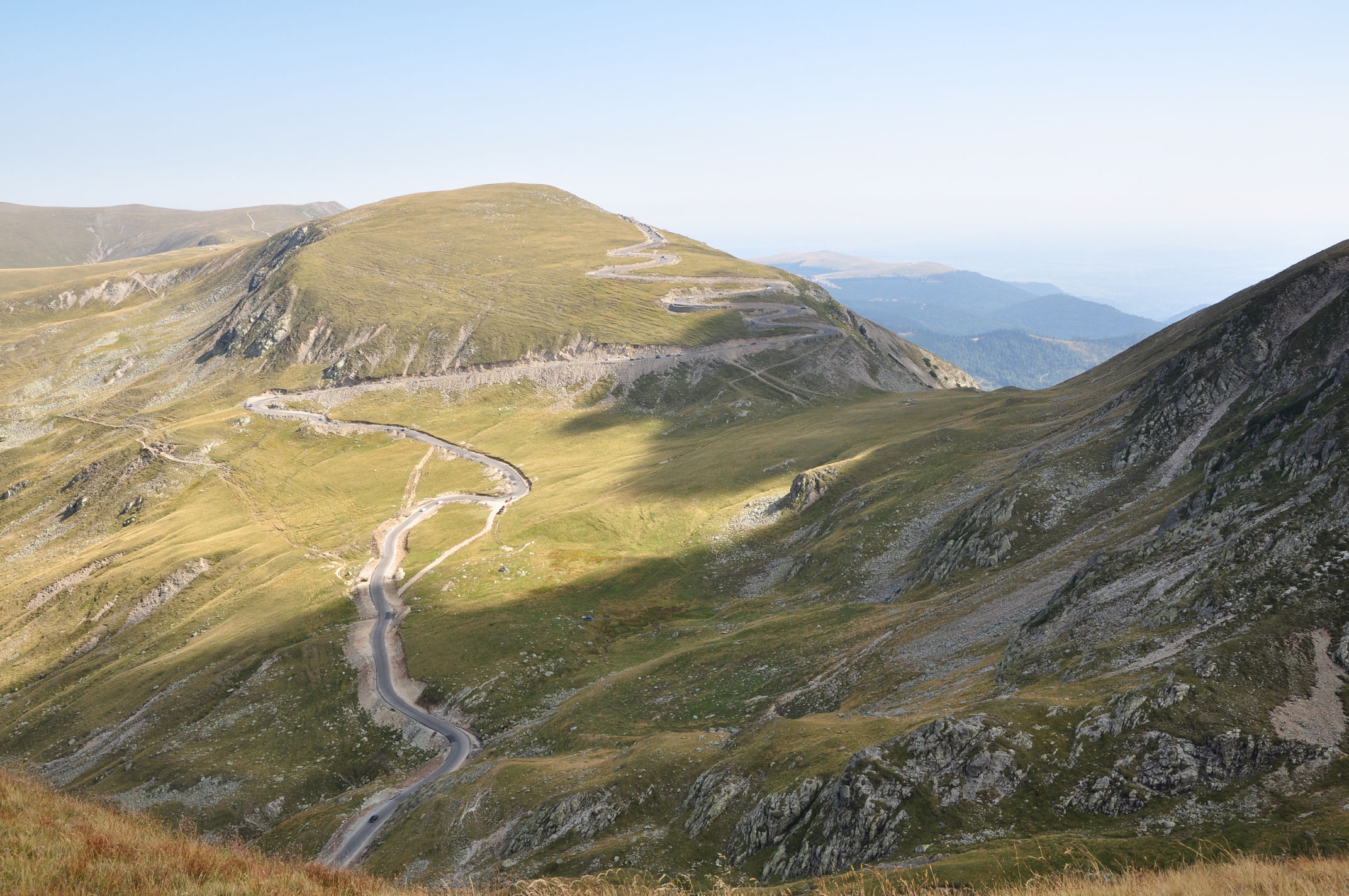
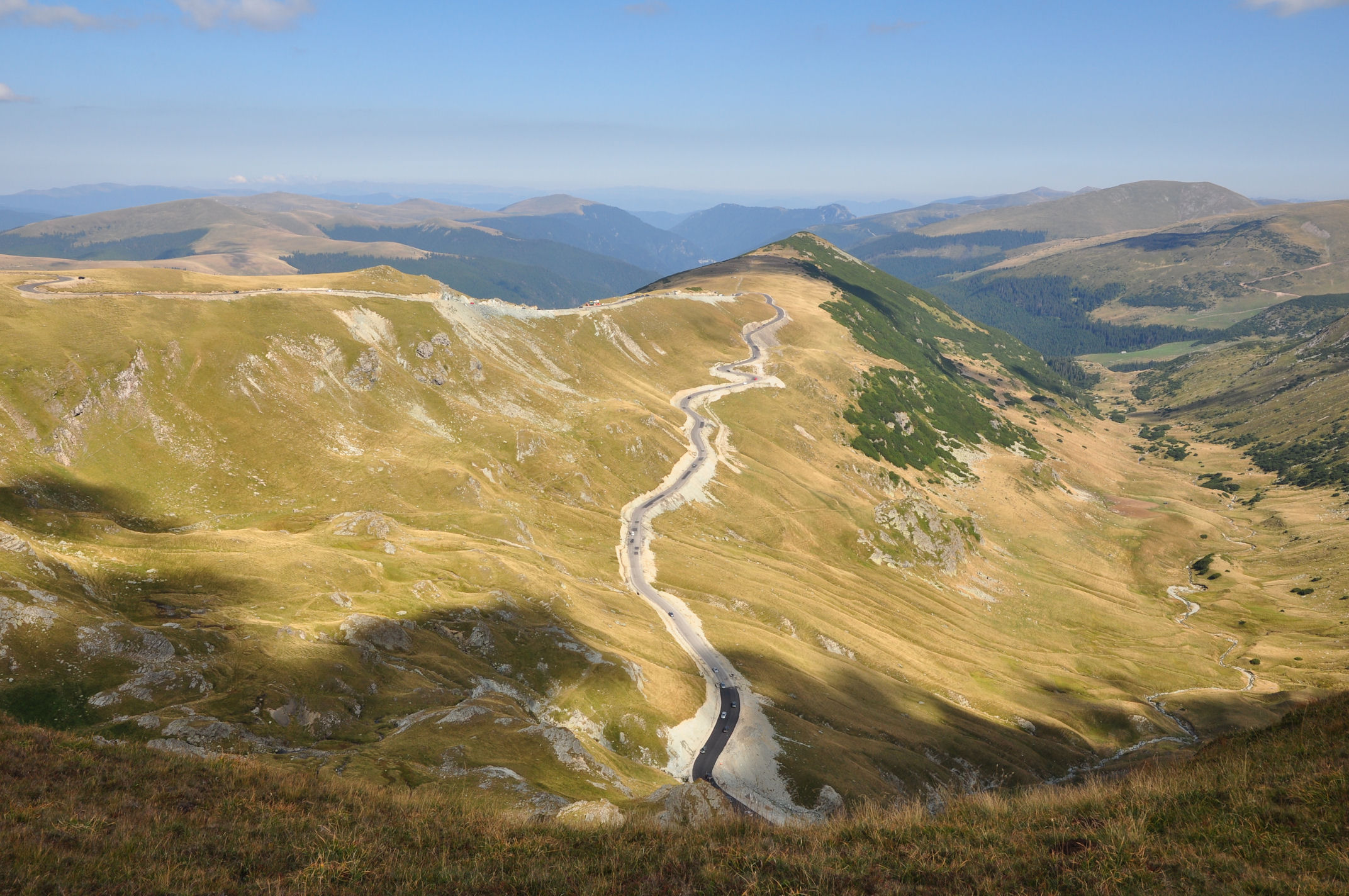
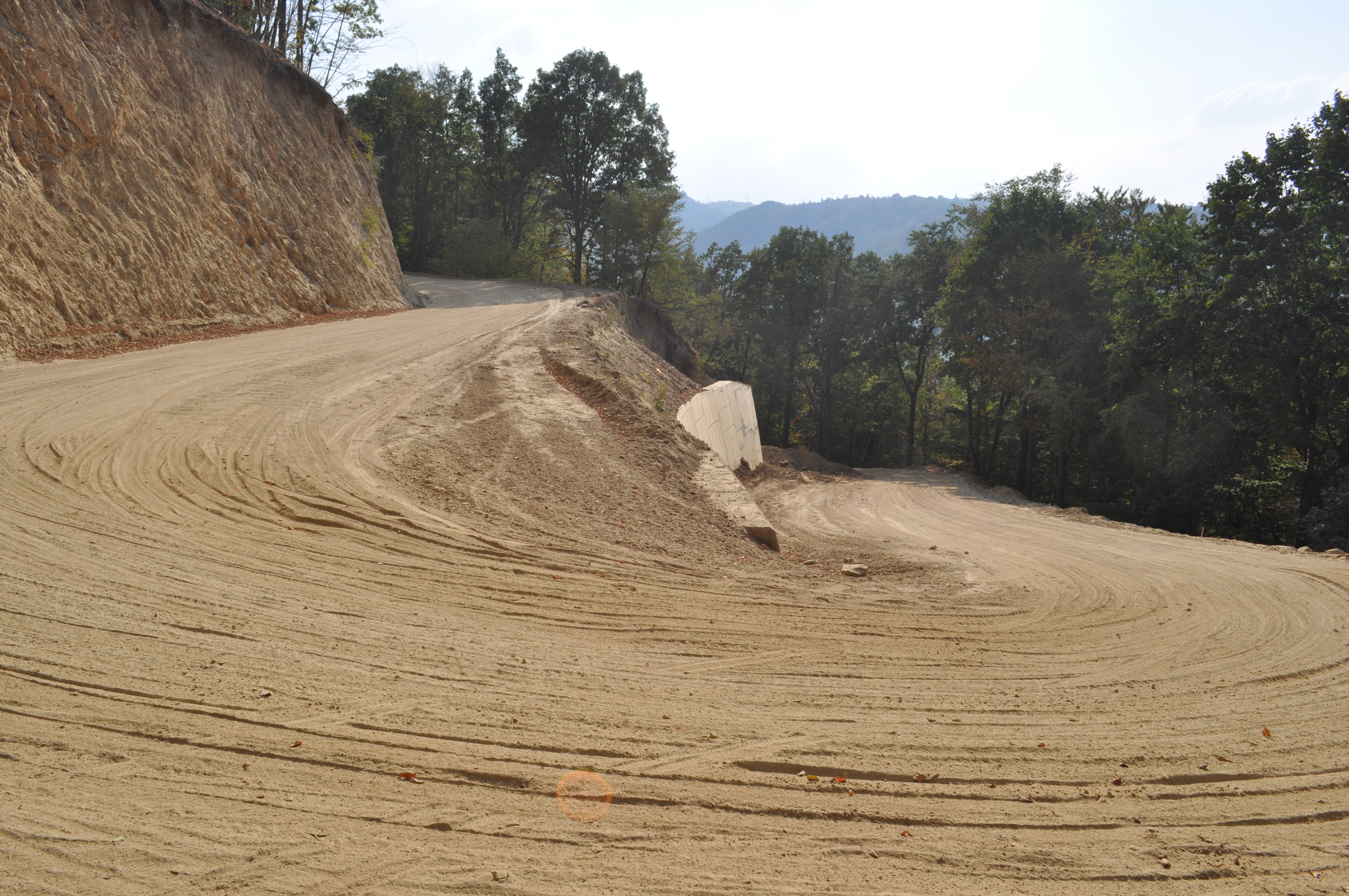
Sectorul Jina-Șugag (în lucru, septembrie 2011)